# Subasta pública
Una subasta pública es un procedimiento para la venta de un bien a través del cual se pretende determinar el comprador y el precio, según el sistema de competencia entre varios posibles compradores, adjudicando el bien al que mayor precio ofrezca. Además, la subasta pública se diferencia de otro tipo de subastas por el hecho de que cualquier persona puede pujar por la compra del bien.
El término subasta pública a menudo se relaciona también con la subasta judicial que se lleva a cabo, de forma obligada, para la venta de uno o más bienes de un deudor que han sido embargados para el pago a sus acreedores.

## Tipos de subastas públicas
Las subastas públicas pueden ser obligadas o voluntarias. 
Son voluntarias las subastas en las cuales el sujeto decide libremente vender un bien, y decide que la forma de maximizar el precio de venta es someterlo al procedimiento de subasta pública. Este procedimiento es utilizado de forma habitual, por ejemplo, en las ventas de obras de arte.
Son obligadas las subastas de bienes embargados a un deudor. En ese caso, la ley suele exigir el procedimiento de subasta pública para dar una mayor transparencia a la venta, y permitir que el precio a percibir por el deudor a cambio del bien sea lo más alto posible.
En el caso de una subasta pública por deudas, el precio de venta de los bienes se destina al pago a los acreedores y, en el caso de que hubiese remanente, éste queda en propiedad del deudor. Suele ser necesario también en sus procedimientos el cumplimiento de una serie de formalidades impuestas por la ley para dar más transparencia a la subasta y evitar que el resultado de la misma pueda ser manipulado. Son requisitos típicos en estos casos la publicidad de la subasta y el cumplimiento de unos plazos.
- Datos: Q3748322